# 1954–1955 az angol labdarúgásban
Az 1954–1955-ös szezon az angol labdarúgás 75. szezonja volt. A szezon 1954 augusztusától 1955 májusáig tartott.

## Áttekintés
- A Chelsea nyerte a bajnokságot az első osztályban, ez volt a londoni csapat első bajnoki címe.
- A Newcastle United nyerte az FA-kupát.
- Megalakult a Bajnokcsapatok Európa-kupája, egy új európai kupasorozat, ahol a következő szezontól versenyezhetnek a csapatok.

## Események
- 1954. szeptember 29. – A bajnok Wolverhampton Wanderers és az FA-kupa címvédője, a West Bromwich Albion megosztozott a Charity Shield-en, miután 4–4-es döntetlent értek el.
- 1954. november 16. – A Wolverhampton Wanderers 4–0-ra legyőzte a Szpartak Moszkvát a Molineux-ban. Az orosz csapatot akkor a világ egyik legjobb klubjának tartották.
- 1954. december 13. – A Wolves 3–2-re győzött a Budapest Honvéd FC ellen a magyar csapatban hét magyar válogatott labdarúgó játszott, többek közt Puskás Ferenc, akik 1953-ban a legendás mérkőzésen 6:3-ra legyőzték Angliát a Wembley-ben.
- 1955 április – Gabriel Hanot a Bajnokcsapatok Európa-kupájára tett javaslatát elfogadták az UEFA kongresszusán.
- 1955. április 2. – Anglia megnyerte a Brit hazai bajnokságot, miután 7–2-re legyőzte Skóciát. A mérkőzésen a 40 éves Stanley Matthews öt gólt szerzett, a 18 éves Manchester United játékos, Duncan Edwards pedig debütált.
- 1955. április 18. – Bevezették a Vásárvárosok kupáját.
- 1955. április 23. – A Chelsea a Sheffield Wednesday elleni 3–0-s hazai győzelemmel bebiztosította számára a bajnoki címet az élvonalban.
- 1955. május 4. – A Birmingham City 5–1-re nyert a Doncaster Rovers ellen, így azonos pontszámmal végzett a Luton Townnal és a Rotherham Uniteddel a másodosztályban. Végül a gólátlag döntött a bajnoki cím sorsáról: a Birmingham lett a bajnok, és feljutott az élvonalba, a Luton pedig másodikként lett az első osztály tagja. A Rotherham így nem jutott fel.
- 1955. május 7. – A Newcastle United megnyerte az FA-kupát, miután a Manchester City-t győzték le 3-1-re a Wembley-ben. Jackie Milburn szerezte az első gólt csupán 45 másodperccel a kezdés előtt – ez máig rekord maradt a Wembley-ben rendezett kupadöntőknél.

## Sikerek
| Kiírás               | Győztes                                                     | Ezüstérmes                                                  |
| -------------------- | ----------------------------------------------------------- | ----------------------------------------------------------- |
| First Division       | Chelsea                                                     | Wolverhampton Wanderers                                     |
| Second Division      | Birmingham City                                             | Luton Town                                                  |
| Third Division North | Barnsley                                                    | Accrington Stanley                                          |
| Third Division South | Bristol City                                                | Leyton Orient                                               |
| FA-kupa              | Newcastle United                                            | Manchester City                                             |
| Charity Shield       | Wolverhampton Wanderers és West Bromwich Albion (megosztva) | Wolverhampton Wanderers és West Bromwich Albion (megosztva) |
| Hazai bajnokság      | Anglia                                                      | Skócia                                                      |

## Díjak
Football Writers' Association
- Év labdarúgója - Don Revie (Manchester City)

Gólkirály
- Ronnie Allen (West Bromwich Albion), 27

## Angol válogatott
| Dátum              | Ellenfél       | Helyszín                               | Kiírás               | Eredmény  | Gólok |
| ------------------ | -------------- | -------------------------------------- | -------------------- | --------- | ----- |
| 1954. október 2.   | Észak-Írország | Windsor Park, Belfast                  | Brit hazai bajnokság | Győzelem  | 2–0   |
| 1954. november 10. | Wales          | Wembley                                | Brit hazai bajnokság | Győzelem  | 3–2   |
| 1954. december 1.  | Németország    | Wembley                                | Barátságos mérkőzés  | Győzelem  | 3–1   |
| 1955. április 2.   | Skócia         | Wembley                                | Brit hazai bajnokság | Győzelem  | 7–2   |
| 1955. május 15.    | Franciaország  | Stade Olympique Yves-du-Manoir, Párizs | Barátságos mérkőzés  | Vereség   | 0–1   |
| 1955. május 18.    | Spanyolország  | Estadio Chamartín, Madrid              | Barátságos mérkőzés  | Döntetlen | 1–1   |
| 1955. május 22.    | Portugália     | Estadio das Antas, Oporto              | Barátságos mérkőzés  | Vereség   | 1–3   |

## Bajnokságok

### First Division
|    |                         | M  | GY | D  | V  | LG | KG  | GA    | Pont |
| -- | ----------------------- | -- | -- | -- | -- | -- | --- | ----- | ---- |
| 1  | Chelsea                 | 42 | 20 | 12 | 10 | 81 | 57  | 1.421 | 52   |
| 2  | Wolverhampton Wanderers | 42 | 19 | 10 | 13 | 89 | 70  | 1.271 | 48   |
| 3  | Portsmouth              | 42 | 18 | 12 | 12 | 74 | 62  | 1.194 | 48   |
| 4  | Sunderland              | 42 | 15 | 18 | 9  | 64 | 54  | 1.185 | 48   |
| 5  | Manchester United       | 42 | 20 | 7  | 15 | 84 | 74  | 1.135 | 47   |
| 6  | Aston Villa             | 42 | 20 | 7  | 15 | 72 | 73  | 0.986 | 47   |
| 7  | Manchester City         | 42 | 18 | 10 | 14 | 76 | 69  | 1.101 | 46   |
| 8  | Newcastle United        | 42 | 17 | 9  | 16 | 89 | 77  | 1.156 | 43   |
| 9  | Arsenal                 | 42 | 17 | 9  | 16 | 69 | 63  | 1.095 | 43   |
| 10 | Burnley                 | 42 | 17 | 9  | 16 | 51 | 48  | 1.063 | 43   |
| 11 | Everton                 | 42 | 16 | 10 | 16 | 62 | 68  | 0.912 | 42   |
| 12 | Huddersfield Town       | 42 | 14 | 13 | 15 | 63 | 68  | 0.926 | 41   |
| 13 | Sheffield United        | 42 | 17 | 7  | 18 | 70 | 86  | 0.814 | 41   |
| 14 | Preston North End       | 42 | 16 | 8  | 18 | 83 | 64  | 1.297 | 40   |
| 15 | Charlton Athletic       | 42 | 15 | 10 | 17 | 76 | 75  | 1.013 | 40   |
| 16 | Tottenham Hotspur       | 42 | 16 | 8  | 18 | 72 | 73  | 0.986 | 40   |
| 17 | West Bromwich Albion    | 42 | 16 | 8  | 18 | 76 | 96  | 0.792 | 40   |
| 18 | Bolton Wanderers        | 42 | 13 | 13 | 16 | 62 | 69  | 0.899 | 39   |
| 19 | Blackpool               | 42 | 14 | 10 | 18 | 60 | 64  | 0.938 | 38   |
| 20 | Cardiff City            | 42 | 13 | 11 | 18 | 62 | 76  | 0.816 | 37   |
| 21 | Leicester City          | 42 | 12 | 11 | 19 | 74 | 86  | 0.860 | 35   |
| 22 | Sheffield Wednesday     | 42 | 8  | 10 | 24 | 63 | 100 | 0.630 | 26   |

### Second Division
|    |                   | M  | GY | D  | V  | LG  | KG | GA    | Pont |
| -- | ----------------- | -- | -- | -- | -- | --- | -- | ----- | ---- |
| 1  | Birmingham City   | 42 | 22 | 10 | 10 | 92  | 47 | 1.957 | 54   |
| 2  | Luton Town        | 42 | 23 | 8  | 11 | 88  | 53 | 1.660 | 54   |
| 3  | Rotherham United  | 42 | 25 | 4  | 13 | 94  | 64 | 1.469 | 54   |
| 4  | Leeds United      | 42 | 23 | 7  | 12 | 70  | 53 | 1.321 | 53   |
| 5  | Stoke City        | 42 | 21 | 10 | 11 | 69  | 46 | 1.500 | 52   |
| 6  | Blackburn Rovers  | 42 | 22 | 6  | 14 | 114 | 79 | 1.443 | 50   |
| 7  | Notts County      | 42 | 21 | 6  | 15 | 74  | 71 | 1.042 | 48   |
| 8  | West Ham United   | 42 | 18 | 10 | 14 | 74  | 70 | 1.057 | 46   |
| 9  | Bristol Rovers    | 42 | 19 | 7  | 16 | 75  | 70 | 1.071 | 45   |
| 10 | Swansea Town      | 42 | 17 | 9  | 16 | 86  | 83 | 1.036 | 43   |
| 11 | Liverpool         | 42 | 16 | 10 | 16 | 92  | 96 | 0.958 | 42   |
| 12 | Middlesbrough     | 42 | 18 | 6  | 18 | 73  | 82 | 0.890 | 42   |
| 13 | Bury              | 42 | 15 | 11 | 16 | 77  | 72 | 1.069 | 41   |
| 14 | Fulham            | 42 | 14 | 11 | 17 | 76  | 79 | 0.962 | 39   |
| 15 | Nottingham Forest | 42 | 16 | 7  | 19 | 58  | 62 | 0.935 | 39   |
| 16 | Lincoln City      | 42 | 13 | 10 | 19 | 68  | 79 | 0.861 | 36   |
| 17 | Port Vale         | 42 | 12 | 11 | 19 | 48  | 71 | 0.676 | 35   |
| 18 | Doncaster Rovers  | 42 | 14 | 7  | 21 | 58  | 95 | 0.611 | 35   |
| 19 | Hull City         | 42 | 12 | 10 | 20 | 44  | 69 | 0.638 | 34   |
| 20 | Plymouth Argyle   | 42 | 12 | 7  | 23 | 57  | 82 | 0.695 | 31   |
| 21 | Ipswich Town      | 42 | 11 | 6  | 25 | 57  | 92 | 0.620 | 28   |
| 22 | Derby County      | 42 | 7  | 9  | 26 | 53  | 82 | 0.646 | 23   |

### Third Division North
|    |                             | M  | GY | D  | V  | LG | KG | GA    | Pont |
| -- | --------------------------- | -- | -- | -- | -- | -- | -- | ----- | ---- |
| 1  | Barnsley                    | 46 | 30 | 5  | 11 | 86 | 46 | 1.870 | 65   |
| 2  | Accrington Stanley          | 46 | 25 | 11 | 10 | 96 | 67 | 1.433 | 61   |
| 3  | Scunthorpe & Lindsey United | 46 | 23 | 12 | 11 | 81 | 53 | 1.528 | 58   |
| 4  | York City                   | 46 | 24 | 10 | 12 | 92 | 63 | 1.460 | 58   |
| 5  | Hartlepools United          | 46 | 25 | 5  | 16 | 64 | 49 | 1.306 | 55   |
| 6  | Chesterfield                | 46 | 24 | 6  | 16 | 81 | 70 | 1.157 | 54   |
| 7  | Gateshead                   | 46 | 20 | 12 | 14 | 65 | 69 | 0.942 | 52   |
| 8  | Workington                  | 46 | 18 | 14 | 14 | 68 | 55 | 1.236 | 50   |
| 9  | Stockport County            | 46 | 18 | 12 | 16 | 84 | 70 | 1.200 | 48   |
| 10 | Oldham Athletic             | 46 | 19 | 10 | 17 | 74 | 68 | 1.088 | 48   |
| 11 | Southport                   | 46 | 16 | 16 | 14 | 47 | 44 | 1.068 | 48   |
| 12 | Rochdale                    | 46 | 17 | 14 | 15 | 69 | 66 | 1.045 | 48   |
| 13 | Mansfield Town              | 46 | 18 | 9  | 19 | 65 | 71 | 0.915 | 45   |
| 14 | Halifax Town                | 46 | 15 | 13 | 18 | 63 | 67 | 0.940 | 43   |
| 15 | Darlington                  | 46 | 14 | 14 | 18 | 62 | 73 | 0.849 | 42   |
| 16 | Bradford Park Avenue        | 46 | 15 | 11 | 20 | 56 | 70 | 0.800 | 41   |
| 17 | Barrow                      | 46 | 17 | 6  | 23 | 70 | 89 | 0.787 | 40   |
| 18 | Wrexham                     | 46 | 13 | 12 | 21 | 65 | 77 | 0.844 | 38   |
| 19 | Tranmere Rovers             | 46 | 13 | 11 | 22 | 55 | 70 | 0.786 | 37   |
| 20 | Carlisle United             | 46 | 15 | 6  | 25 | 78 | 89 | 0.876 | 36   |
| 21 | Bradford City               | 46 | 13 | 10 | 23 | 47 | 55 | 0.855 | 36   |
| 22 | Crewe Alexandra             | 46 | 10 | 14 | 22 | 68 | 91 | 0.747 | 34   |
| 23 | Grimsby Town                | 46 | 13 | 8  | 25 | 47 | 78 | 0.603 | 34   |
| 24 | Chester City                | 46 | 12 | 9  | 25 | 44 | 77 | 0.571 | 33   |

### Third Division South
|    |                                 | M  | GY | D  | V  | LG  | KG | GA    | Pont |
| -- | ------------------------------- | -- | -- | -- | -- | --- | -- | ----- | ---- |
| 1  | Bristol City                    | 46 | 30 | 10 | 6  | 101 | 47 | 2.149 | 70   |
| 2  | Leyton Orient                   | 46 | 26 | 9  | 11 | 89  | 47 | 1.894 | 61   |
| 3  | Southampton                     | 46 | 24 | 11 | 11 | 75  | 51 | 1.471 | 59   |
| 4  | Gillingham                      | 46 | 20 | 15 | 11 | 77  | 66 | 1.167 | 55   |
| 5  | Millwall                        | 46 | 20 | 11 | 15 | 72  | 68 | 1.059 | 51   |
| 6  | Brighton & Hove Albion          | 46 | 20 | 10 | 16 | 76  | 63 | 1.206 | 50   |
| 7  | Watford                         | 46 | 18 | 14 | 14 | 71  | 62 | 1.145 | 50   |
| 8  | Torquay United                  | 46 | 18 | 12 | 16 | 82  | 82 | 1.000 | 48   |
| 9  | Coventry City                   | 46 | 18 | 11 | 17 | 67  | 59 | 1.136 | 47   |
| 10 | Southend United                 | 46 | 17 | 12 | 17 | 83  | 80 | 1.038 | 46   |
| 11 | Brentford                       | 46 | 16 | 14 | 16 | 82  | 82 | 1.000 | 46   |
| 12 | Norwich City                    | 46 | 18 | 10 | 18 | 60  | 60 | 1.000 | 46   |
| 13 | Northampton Town                | 46 | 19 | 8  | 19 | 73  | 81 | 0.901 | 46   |
| 14 | Aldershot                       | 46 | 16 | 13 | 17 | 75  | 71 | 1.056 | 45   |
| 15 | Queens Park Rangers             | 46 | 15 | 14 | 17 | 69  | 75 | 0.920 | 44   |
| 16 | Shrewsbury Town                 | 46 | 16 | 10 | 20 | 70  | 78 | 0.897 | 42   |
| 17 | Bournemouth & Boscombe Athletic | 46 | 12 | 18 | 16 | 57  | 65 | 0.877 | 42   |
| 18 | Reading                         | 46 | 13 | 15 | 18 | 65  | 73 | 0.890 | 41   |
| 19 | Newport County                  | 46 | 11 | 16 | 19 | 60  | 73 | 0.822 | 38   |
| 20 | Crystal Palace                  | 46 | 11 | 16 | 19 | 52  | 80 | 0.650 | 38   |
| 21 | Swindon Town                    | 46 | 11 | 15 | 20 | 46  | 64 | 0.719 | 37   |
| 22 | Exeter City                     | 46 | 11 | 15 | 20 | 47  | 73 | 0.644 | 37   |
| 23 | Walsall                         | 46 | 10 | 14 | 22 | 75  | 86 | 0.872 | 34   |
| 24 | Colchester United               | 46 | 9  | 13 | 24 | 53  | 91 | 0.582 | 31   |

M = Játszott mérkőzések; GY = Megnyert mérkőzések; D = Döntetlen mérkőzések; V = Elvesztett mérkőzések; LG = Lőtt gólok; KG = Kapott gólok; GA = Gólátlag; Pont = Szerzett pontok

## Ligán kívüli sikerek
| Kiírás          | Győztes            |
| --------------- | ------------------ |
| Isthmian League | Walthamstow Avenue |
| Amatőr FA-kupa  | Bishop Auckland    |